# مقاطعة شتل
مقاطعة شُتُل هي إحدى مقاطعات ولاية بنجشير في أفغانستان. يعيش فيها طاجيكيو وباراشيون. يقدر عدد السكان في عام 2019 بـ 12143 نسمة.